# Воскресеновка (Кулундинський район)
Воскресе́новка (рос. Воскресеновка) — село у складі Кулундинського району Алтайського краю, Росія. Входить до складу Курської сільської ради.

## Населення
Населення — 161 особа (2010; 206 у 2002).
Національний склад (станом на 2002 рік):
- росіяни — 61 %